# Andrew Jackson Barchfeld

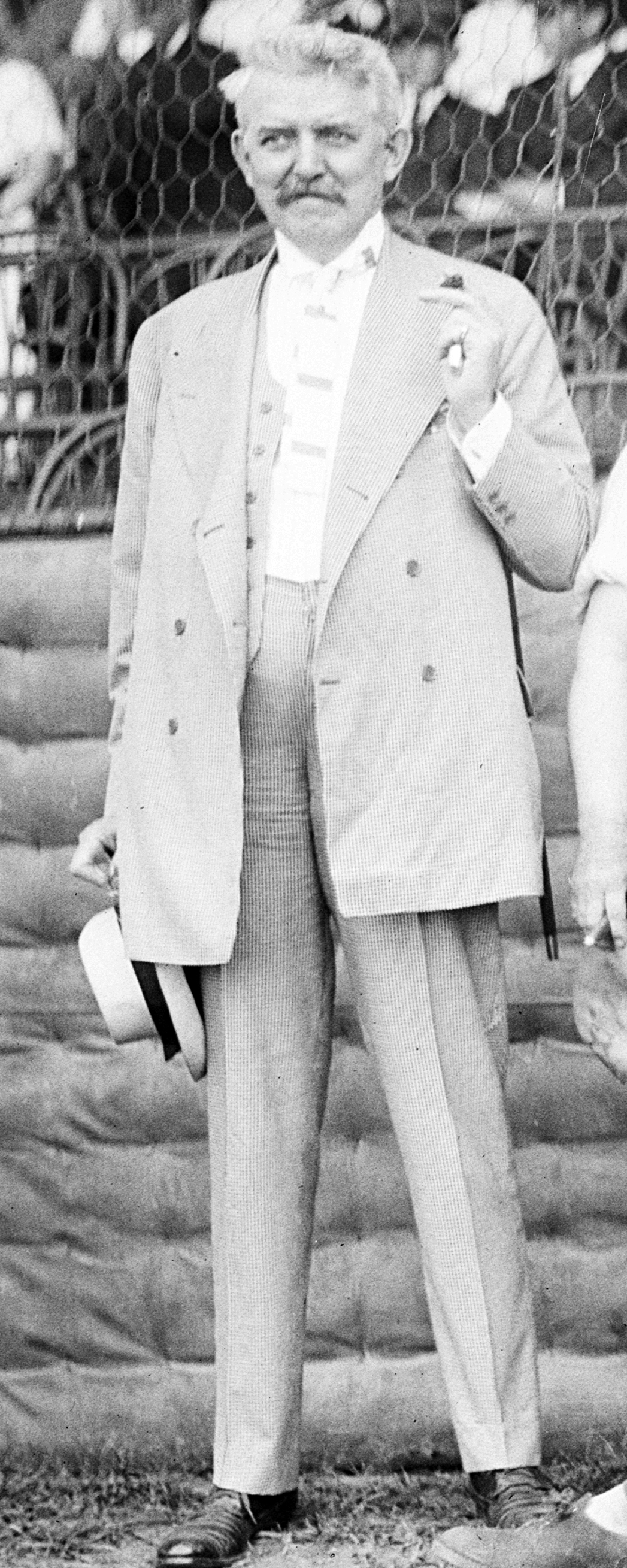
Andrew Jackson Barchfeld (1913)

Andrew Jackson Barchfeld (* 18. Mai 1863 in Pittsburgh, Pennsylvania; † 28. Januar 1922 in Washington, D.C.) war ein US-amerikanischer Politiker. Zwischen 1905 und 1917 vertrat er den Bundesstaat Pennsylvania im US-Repräsentantenhaus.

## Werdegang
Andrew Barchfeld besuchte die Pittsburgh Central High School und studierte danach bis 1884 am Jefferson Medical College in Philadelphia Medizin. Anschließend praktizierte er als Arzt. Später leitete er ein Krankenhaus. Gleichzeitig schlug er als Mitglied der Republikanischen Partei eine politische Laufbahn ein. Dabei gehörte er deren Staatsvorstand für Pennsylvania an. Im Jahr 1902 kandidierte er noch erfolglos für den Kongress.
Bei den Kongresswahlen des Jahres 1904 wurde Barchfeld dann aber im 32. Wahlbezirk von Pennsylvania in das US-Repräsentantenhaus in Washington gewählt, wo er am 4. März 1905 die Nachfolge von James W. Brown antrat. Nach fünf Wiederwahlen konnte er bis zum 3. März 1917 sechs Legislaturperioden im Kongress absolvieren. Dabei nahm er im Jahr 1905 als Delegierter an einer Friedenskonferenz in Brüssel teil. 1910 war er Mitglied einer amerikanischen Kommission, die die Philippinen besuchte; 1912 gehörte er der Panamakanalkommission an. Im Jahr 1913 wurden der 16. und der 17. Verfassungszusatz ratifiziert. Dabei ging es um die bundesweite Einführung der Einkommensteuer bzw. die Direktwahl der US-Senatoren.
Im Jahr 1916 wurde Barchfeld nicht wiedergewählt. Er starb am 28. Januar 1922 beim Einsturz des Daches eines Kinos namens Knickerbocker Theater in Washington. Das Dach war nach heftigen Schneefällen unter der Schneelast zusammengebrochen. Dabei fanden neben Barchfeld noch 97 weitere Personen den Tod, darunter auch seine Schwiegertochter, Helene Meyers Barchfeld. 133 weitere wurden verletzt. Andrew Barchfeld wurde in Pittsburgh beigesetzt.